# Халстед, Джерри
Джерри Халстед (англ. Jerry Halstead, р. 12 сентября 1963, Мидвест сити, Оклахома, США) — американский боксёр-профессионал, выступавший в тяжёлой весовой категории.

## Профессиональная карьера
Дебютировал в 1985 году. Выиграл первые 13 поединков и в 1986 году встретился с Грегом Пейджем. Пейдж нокаутировал противника в 8 раунде.
После этого боя Халстед выиграл ещё 6 поединков досрочно и в 1987 году встретился с Тони Таббсом. Таббс победил единогласным решением судей. После этого боя Халстед выиграл ещё 14 поединков и в 1988 году встретился с Джеймсом Бастером Дагласом. Даглас победил техническим нокаутом в 9 раунде
После этого боя Халстед выиграл 18 поединков и в 1991 году встретился Пьером Каутзером. Каутзер победил единогласным решением судей. После этого боя карьера Халстеда пошла на спад, он начал чередовать победы с поражениями, среди известных боксёров, кто его победил были Томми Моррисон, Рэй Мерсер, Алекс Стюарт, Херби Хайд , Брайан Нильсен, Джереми Уильямс, Владимир Кличко.